# Ceratozetella cuspidodenticulata
Ceratozetella cuspidodenticulata är en kvalsterart som först beskrevs av Kulijev 1962.  Ceratozetella cuspidodenticulata ingår i släktet Ceratozetella och familjen Ceratozetidae. Inga underarter finns listade i Catalogue of Life.